# Politikai mozgalom
A politikai mozgalom emberek egy csoportjának kollektív kísérlete a kormányzati politika vagy a társadalmi értékek megváltoztatására. A politikai mozgalmak általában a status quo egy elemével állnak szemben, és gyakran egy bizonyos ideológiához kapcsolódnak. A politikai mozgalmak egyes elméletei: a politikai lehetőségelmélet, amely kimondja, hogy a politikai mozgalmak puszta körülményekből fakadnak, és az erőforrás-mobilizációs elmélet, amely kimondja, hogy a politikai mozgalmak a stratégia megszervezéséből és releváns erőforrásokból állnak elő. A politikai mozgalmak abban az értelemben is kapcsolódnak a politikai pártokhoz, hogy mindkettőnek az a célja, hogy hatást gyakoroljon a kormányra, és több politikai párt is a kezdeti politikai mozgalmakból alakult ki. Míg a politikai pártok számos kérdéssel foglalkoznak, a politikai mozgalmak általában csak egy fő kérdésre összpontosítanak.
A kommunista párt által vezetett politikai mozgalom szervezetét a párt tömegszervezetnek, az ellenzők pedig "kommunista frontnak" nevezik.

## Politikai mozgalomelméletek
A társadalmi mozgalmak mögött meghúzódó elméletek egy részét - mint például a politikai lehetőségelméletet és az erőforrás-mobilizációs elméletet - különösen a politikai mozgalmak megjelenésére is alkalmazták.

### Politikai lehetőségelmélet
A politikai lehetőségelmélet azt állítja, hogy a politikai mozgalmak véletlenül vagy bizonyos lehetőségek révén jönnek létre, és nem sok közük van a társadalom erőforrásaihoz, kapcsolataihoz vagy sérelmeihez. Politikai lehetőségeket teremthetnek a politikai rendszer, struktúra esetleges változásai vagy a politikai szféra egyéb fejleményei, és ezek a mozgatórugói a politikai mozgalmak létrejöttének.

### Erőforrás-mobilizációs elmélet
Az erőforrás-mobilizációs elmélet kimondja, hogy a politikai mozgalmak inkább gondos tervezés, szervezés és adománygyűjtés eredményeként jönnek létre, nem pedig spontán felkelések vagy társadalmi sérelmek útján. Ez az elmélet azt feltételezi, hogy a mozgalmak erőforrásokra és az intézményekkel való kapcsolattartásra támaszkodnak ahhoz, hogy teljes mértékben fejlődjenek. Így egy politikai mozgalom kezdetén és a középpontjában az egyének stratégiai mozgósítása áll.

## A politikai mozgalmak kapcsolata a politikai pártokkal
A politikai mozgalmak különböznek a politikai pártoktól, mivel a mozgalmak általában egyetlen témára összpontosítanak, és nem érdekük, hogy kormányzati tisztséget szerezzenek. A politikai mozgalom általában informális szervezet, és nem szokványos módszereket alkalmaz céljaik elérése érdekében. Politikai pártokban egy politikai szerveződés hagyományos módszerekkel igyekszik befolyásolni vagy ellenőrizni a kormányzati politikát, általában úgy, hogy jelölteket állít, és jelölteket helyez el a politikában és a kormányzati hivatalokban.
Azonban a politikai pártok és mozgalmak egyaránt arra törekszenek, hogy ilyen vagy olyan módon befolyásolják a kormányt, és mindkettő gyakran egy bizonyos ideológiához kapcsolódik. A pártok részt vesznek a választási kampányokban és az oktató jellegű ismeretterjesztésben vagy tiltakozó akciókban is, amelyek célja, hogy meggyőzzék a polgárokat vagy a kormányokat, hogy tegyenek lépéseket a mozgalom középpontjában álló kérdések és aggályok tekintetében. A politikai mozgalmakat különösen az köti össze a pártokkal, hogy egyes mozgalmak politikai pártokká alakultak. Például a 15-M Mozgalom a megszorítások ellen Spanyolországban a Podemos populista párt létrehozásához vezetett, a brazil munkásmozgalmak pedig segítettek a Brazil Munkáspárt megalakításában. Az ilyen típusú mozgalmi pártok arra szolgálnak, hogy felhívják a figyelmet kormányzásuk kezdeti politikai mozgalmának fő kérdésére, mivel a bevett pártok ezt a témát a múltban lehet, hogy elhanyagolták.
A politikát befolyásolni kívánó csoportok számára a társadalmi mozgalmak alternatívát jelenthetnek a formális választási politikával szemben. S. Laurel Weldon politológus például kimutatta, hogy a nőmozgalmak és a nők politikai képviselete általában hatékonyabban csökkentik a nők elleni erőszakot, mint a nők törvényhozásban való jelenléte.

## Példák
Egyes politikai mozgalmak a kormányzati politika megváltoztatását tűzték ki célul, mint például a háborúellenes mozgalom, az ökológiai mozgalom és a globalizációellenes mozgalom. A globalizációval a globális állampolgári mozgalmak is megjelentek. Számos politikai mozgalom célja az alárendelt csoportok jogainak megteremtése vagy kiterjesztése, mint például az abolicionizmus, a nők választójogi mozgalma, a polgárjogi mozgalom, a feminizmus, a melegjogi mozgalom, a fogyatékosjogi mozgalom, az állatjogi mozgalom vagy a a befogadásra épülő emberi jogi mozgalom. Néhányan osztályérdekeket képviseltek, például a munkásmozgalmat, a szocializmust és a kommunizmust, míg mások nemzeti törekvéseket fejezték ki, beleértve mind az antikolonialista mozgalmakat, mint a Ratana és a Sinn Féin, mind a kolonialista mozgalmakat, mint a cionizmus és a Manifest Destiny. A politikai mozgalmak magukban foglalhatják az állami irányítás decentralizálásáért vagy központosításáért folytatott küzdelmet is az anarchizmusban, a fasizmusban és a nácizmusban.
A közelmúlt híres társadalmi mozgalmai a politikai mozgalmak közé sorolhatók, mivel a kormányzat minden szintjén befolyásolták a politikai változásokat. Az Egyesült Államokon belül a közelmúltban megjelent politikai mozgalmak a Black Lives Matter mozgalom és a Me Too-mozgalom. Míg az elmúlt években az arab tavaszt a Közel-Keleten zajló politikai mozgalmak jelentik, mely politikai mozgalmak egyes esetekben mozgalmak maradtak továbbra is, addig más esetekben forradalmakhoz vezettek és megváltoztatták a kormány helyzetét.
A mozgalmakat kívülállók is elnevezhetik, mint pl. a 17. századi Angliában a levellerek politikai mozgalmát, amely fogalommal lekicsinyelték őket. A mozgalom tagjai és céljaik tisztelői azonban később ezt a kifejezést használták, és ez az a kifejezés amelyek révén a történelemben leginkább ismerik őket.

## Tömegmozgalmak
A „tömegmozgalom” olyan politikai pártot vagy mozgalmat jelöl, amelyet a lakosság nagy része támogat. Azok a politikai mozgalmak, amelyek jellemzően tömegmozgalmak létrehozását szorgalmazzák, magukba foglalják a kommunizmus, fasizmus vagy pedig a liberalizmus ideológiáit. Mind a kommunisták, mind a fasiszták jellemzően a tömegmozgalmak létrehozását a kormány megdöntésére és saját kormányuk létrehozására használják fel, a tömegmozgalmat ezután pedig arra használják fel, hogy megvédjék a kormányukat attól, hogy megdöntsék őket, a liberálisok viszont tömegrészvételre törekszenek a képviseleti demokrácia rendszerén belül.
A tömegmozgalmak társadalomtudományi vizsgálata olyan elemekre összpontosít, mint a karizma, vezetés, aktív kisebbségek, kultuszok és szekták, követők, tömegember és tömegtársadalom, elidegenedés, agymosás és indoktrináció, tekintélyelvűség és totalitarianizmus. Ennek a vizsgálatnak a területe a tömegpszichológiából alakult ki (Gustave Le Bon, Gabriel Tarde stb.), amely fokozatosan kiterjesztette vizsgálódásának látókörét a társadalmi tömegekről a társadalmi mozgalmakra és véleményáramlatokra, majd a tömeg- és médiatársadalomra.
Az egyik nagy hatású korai szöveg Wilfred Trotter brit sebész csordaösztönről szóló dupla esszéje volt a Sociological Review két számában Herd instinct and its bearing on the psychology of civilized man címen (1908-1909). Hatással bírtak Sigmund Freud Massenpsychologie-jában (1921) megjelent felettes én és identifikáció kulcsfontosságú fogalmai is. Ezek a freudo-marxista Wilhelm Reich Mass psychology of fascism (1933) eredeti művében a merev személyiségekhez vezető szexuális elfojtásról alkotott elképzelésekhez kapcsolódnak (ami nem tévesztendő össze a teljesen átdolgozott, 1946-os amerikai változattal) Ez aztán újra összekapcsolódott a frankfurti iskola és Theodor Adorno által megfogalmazott elképzelésekkel, ami végül az idegengyűlölet és az antiszemitizmus alapjául szolgáló tekintélyelvű személyiségről szóló The Authoritarian Personality jelentős amerikai tanulmány megszületéséhez vezetett (1950). Egy másik korai téma a tömegek és az elit kapcsolata volt az ilyen mozgalmakon kívül és belül egyaránt (Gaetano Mosca, Vilfredo Pareto, Robert Michels, Moisey Osztrogorszki).

## Fordítás
- Ez a szócikk részben vagy egészben  a   Political movement című angol Wikipédia-szócikk ezen változatának fordításán alapul.  Az eredeti cikk szerkesztőit annak laptörténete sorolja fel. Ez a jelzés csupán a megfogalmazás eredetét és a szerzői jogokat jelzi, nem szolgál a cikkben szereplő információk forrásmegjelöléseként.

## Bibliográfia
- Hoffer, Eric, The True Believer: Thoughts on the Nature of Mass Movements, New York, NY: Harper Perennial Modern Classics, 2002.
- Marx, Gary, T. & McAdam, Douglas, Collective behavior and social movements, Englewood Cliffs, NJ: Prentice Hall, 1994.
- Van Ginneken, Jaap, Mass movements – In Darwinist, Freudian and Marxist perspective, Apeldoorn (Neth.): Spinhuis. 2007.
- Wilson, John, Introduction to social movements, New York: Basic, 1973